# Pacco (album)
Pacco è il secondo  album del gruppo  hip-hop italiano  La Famiglia , pubblicato nel 2004 e contiene 17 brani.

## Tracce
1. Priann 'E Pazziann
2. Amici
3. Fore
4. Tre piccerille
5. Tumità
6. Rimme C'Bbuò
7. Mal'Acqua
8. I segni del nostro tempo
9. Suonn'
10. Dimmi di sì
11. Smog
12. I giradischi
13. Brutto Mestiere
14. Sott'E'ngopp
15. Pe'sord
16. Brek a Canale
17. Eclettico